# Peter Minuit
Peter Minuit Filho de imigrantes valão, Tournai, Bélgica, (nascido em 1580 – falecido em 5 de agosto de 1638) foi um líder valão.
Minuit foi o diretor geral da colônia holandesa denominada Novos Países Baixos de 1626 a 1633 e fundador da colônia sueca Nova Suécia no ano de 1638.
Ele foi o responsável pela compra da ilha de Manhattan em 1626, que mais tarde se tornaria o centro econômico e comercial de Nova Iorque. Até então, as terras desta ilha pertenciam aos nativos americanos da etnia Lenape, que optaram por negociá-la com Minuit em troco de 60 moedas holandesas, o que hoje equivaleria a cerca de 1 000 dólares.